# 人事・恩給局
人事・恩給局（じんじ・おんきゅうきょく）は、かつて存在した総務省の内部部局。2001年（平成13年）1月6日の中央省庁再編に伴い、総務庁人事局と恩給局が統合されたことにより発足した。2014年（平成26年）5月30日に内閣人事局が設置され、人事部門は内閣人事局に移管、恩給部門は政策統括官（恩給担当）（総務省第二庁舎（東京都新宿区若松町19-1）に所在）となり、人事・恩給局は廃止された。

## 職務
- 国家公務員に関する制度の企画及び立案に関する事務
- 国家公務員法第二章に規定する中央人事行政機関たる内閣総理大臣の所掌する事務の補佐
- 国家公務員の退職手当制度に関する事務
- 特別職の国家公務員の給与制度に関すること。
- 前各号に掲げるもののほか、国家公務員の人事行政に関する事務（他の行政機関の所掌に属するものを除く。）。
- 恩給制度に関する企画及び立案に関する事務
- 恩給を受ける権利の裁定並びに恩給の支給及び負担に関する事務
- 国会議員の互助年金及び互助一時金を受ける権利の裁定並びにこれらの支給及び負担に関する事務

## 組織
- 局長
- 次長（2人）
  - 総務課
  - 人事政策課
  - 公務員高齢対策課
  - 恩給企画課
  - 恩給審査課
  - 恩給業務課
  - 参事官（5人）